# Jardins del Real

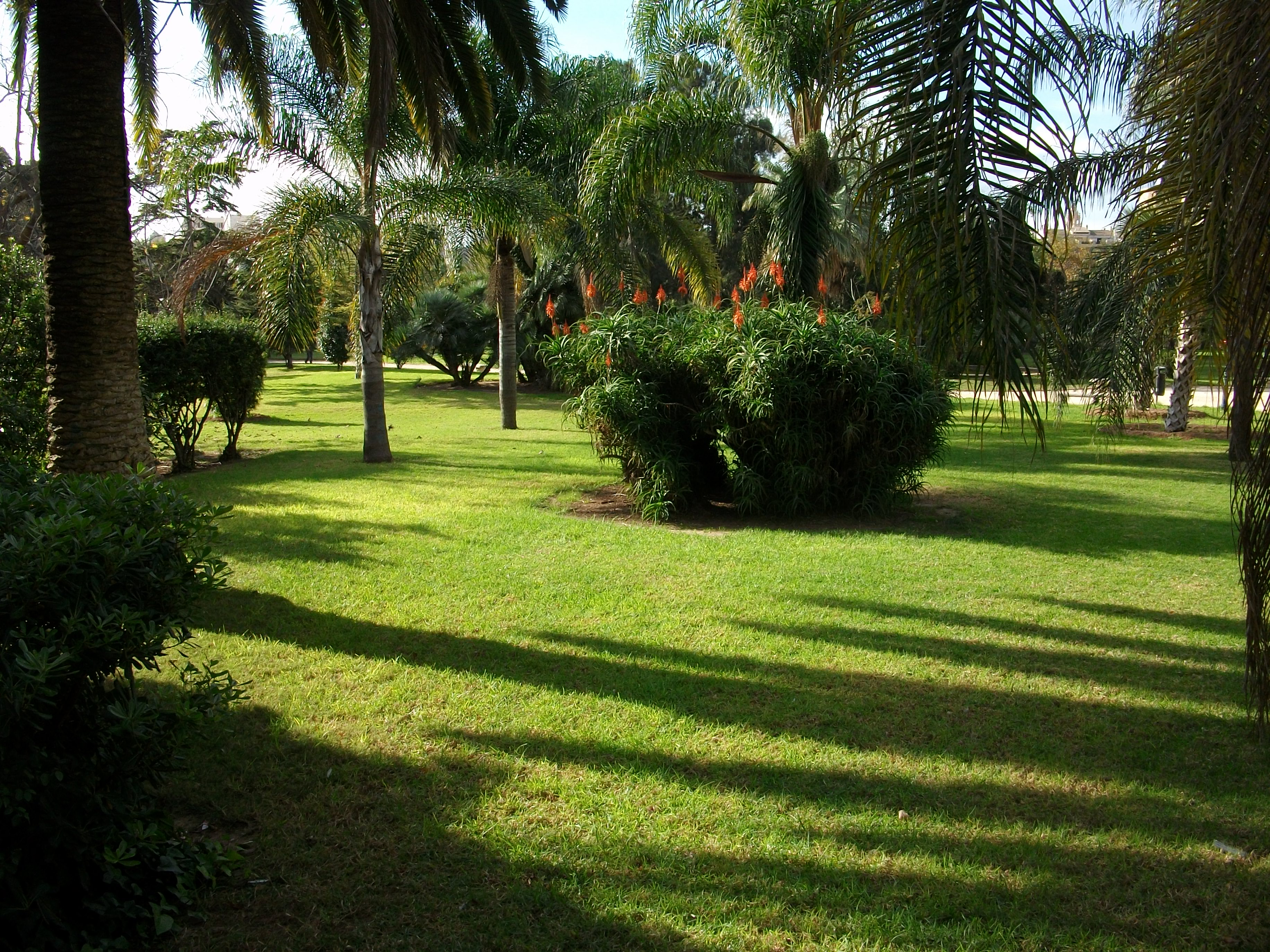
Vista d'una part dels jardins

Els Jardins del Real, també conegut com a Vivers municipals és un parc municipal de la ciutat de València. Se situa entre els carrers de Jaca, Pintor Genaro Lahuerta, Cabanilles i General Elío, i l'avinguda de Blasco Ibáñez, al barri de la Trinitat. Al sud, fita amb el Jardí del Túria. El seu origen es troba en els jardins de l'avui en dia desaparegut Palau del Real. Aquest parc és el segon més gran de la ciutat darrere del mateix Túria.

## Història
Els jardins formaven part de la finca del Real, el centre de la qual era el Palau del Real, una quinta de recreació o al-munya ordenada construir per Abd al-Aziz al segle xi. L'arabista Henri Pérès en el seu llibre Esplendor d'al-Andalus, parla de la bellesa i grandiositat del palau, que "comprenia un gran jardí plantat d'arbres fruiters i flors i un riu que el travessava, i en el centre es trobava el palau, amb pavellons ricament decorats, que s'obrien al jardí".
Els jardins foren utilitzats com a vivers almenys des del 1560, quan Felip II hi encomanava una gran quantitat de tarongers i llimeres per a embellir els jardins del seu Palau d'Aranjuez.
Finalment el 1810, el Palau del Real fou enderrocat enmig del conflicte amb la França napoleònica per motius de defensa. El 1869 els jardins, ja sense el seu palau, foren entregats a la Diputació Provincial.

## Nom
El nom del Real ve del temps de domini musulmà, quan aquesta paraula designava una residència de la noblesa urbana. Aquest nom sobrevisqué la Conquesta, i actualment s'aplica a tot el districte del Pla del Real. Els jardins reben igualment dos noms, el segon del qual és els vivers municipals. Aquest s'empra des del 1903, quan els jardins passaren a ser propietat municipal. Sembla que el nom "Viver" ve de "l'horta del Viver", nom d'una llacuna o viver que s'utilitzava per a regar els jardins.

## Forma

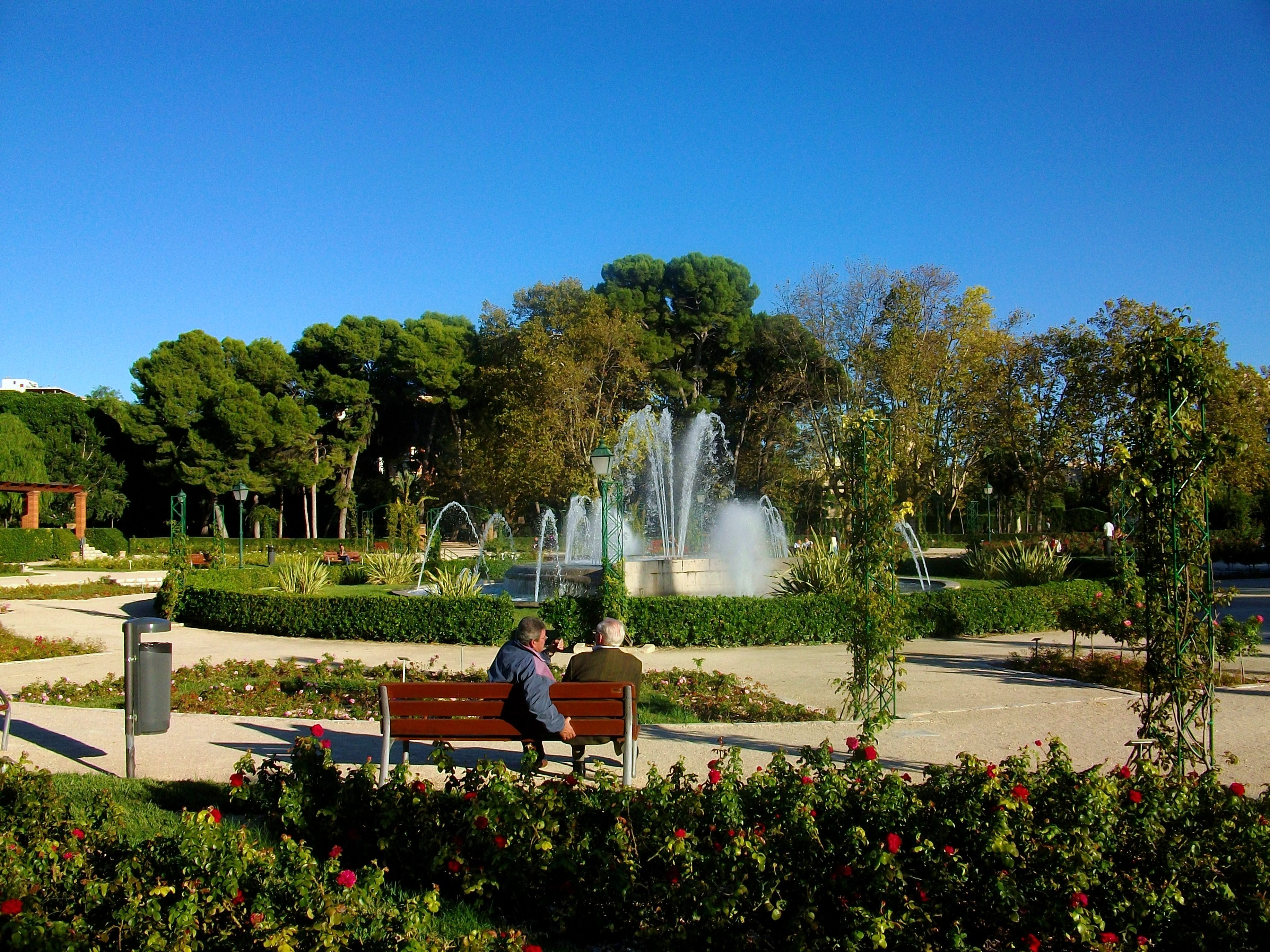
Roserar

El parc té una forma rectangular de 2:1, i és la resulta d'un eixample modern d'una antiga finca musulmana (real) que fou mantinguda pels reis cristians. Així doncs la meitat sud correspon als antics jardins del Palau del Real, mentre que la meitat nord són terrenys recuperats per l'ajuntament.

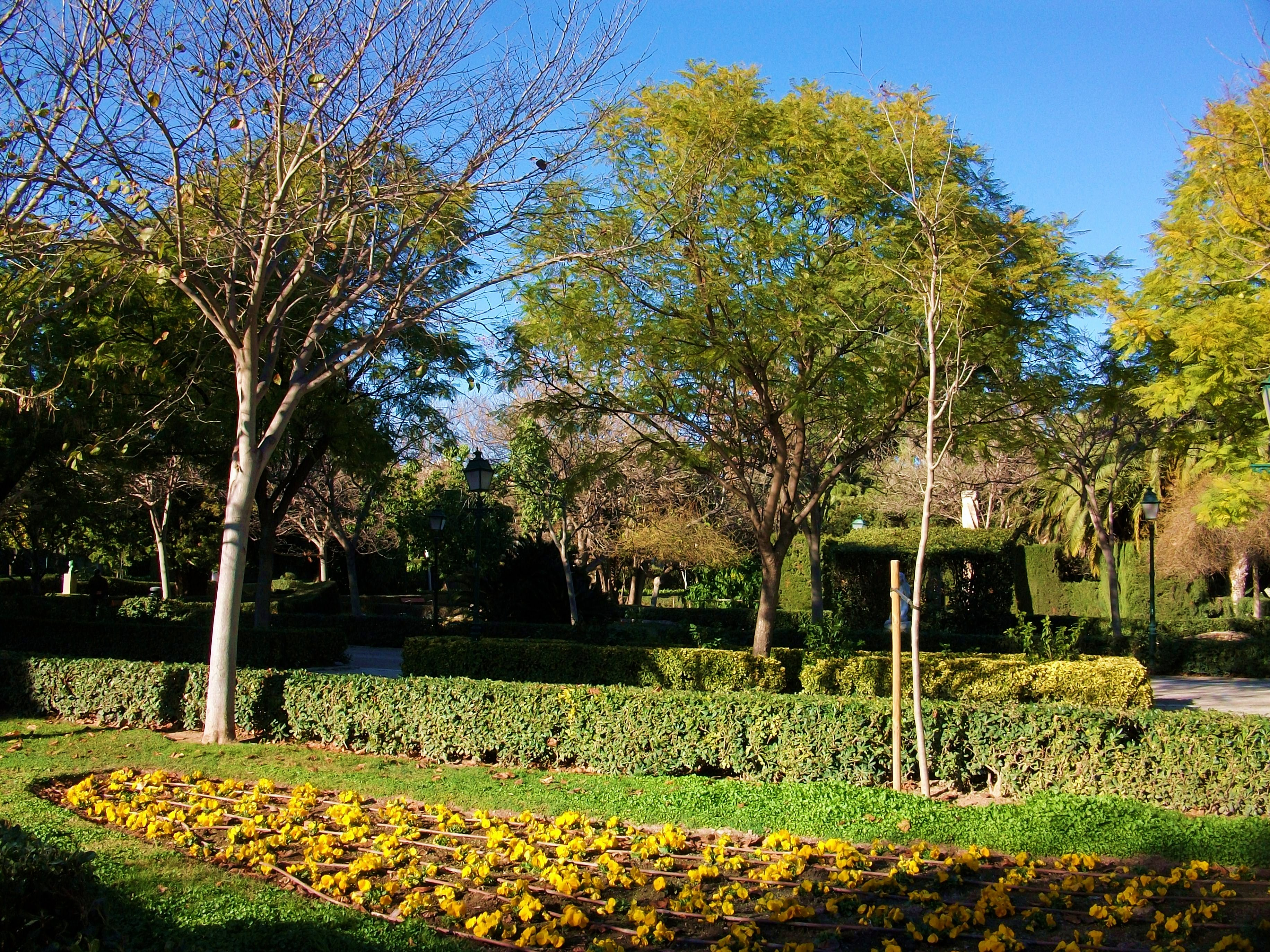
Vista del jardí

Està dividit en diversos jardins de diferent funció, tant decorativa com d'oci. Entre elles, hi ha un circuit de cotxes infantil; una font envoltada d'un laberint; estanys travessats per pontons de fusta; bars i d'altres serveis. A l'entrada principal, de cara al riu al carrer de Pius V, hi ha un jardí ornamental amb passatges i camins enmig d'illes de flors, fonts, estàtues i arbres centenaris. Des de l'altra gran entrada que dona a l'avinguda de Blasco Ibáñez, hi ha accés motoritzat amb un gran passeig que porta fins al Museu Municipal de Ciències Naturals i a l'esquerra, una plaça elevada des de la qual s'albira la resta del parc i on nens i nenes acostumen a jugar. Ací també hi ha un petit aviari.
Al sud-est del parc trobem dos tossals, anomenats muntanyetes d'Elío, que són producte de l'ordre del mateix General Elío d'amuntegar els enderrocs del Palau del Real en forma de pujol. Aquests, junt amb un al Jardí de Montfort, constitueixen un element decoratiu curiós en un recinte majorment pla.
A tot arreu hi ha una gran quantitat d'estàtues variades, destacant les de les quatre estacions, encarnades per les figures mitològiques de Venus, Diana, Apol·lo i Cronos; també n'hi ha una de Mickey Mouse, i un bust de la Dama d'Elx. A prop del passeig hi ha un parterre amb vint columnes de marbre titulat "despertar" per Juli Benlloch en 1916. Junt amb un dels tossals de l'antic Palau del Real, hi ha una placa sobre un pedestal decorat amb les armes de València amb el bust de Constantí Llombart (Carmelo Navarro Llombart) en bronze, creat per Ramón Andrés Cabrelles el juliol del 1928, i que porta la inscripció: "Tot s'ho mereix València. Per a València tot. Fon son lema". Igualment hi ha monuments al poeta Vicent-Wenceslau Querol, Fra Pedro Ponce de Lleó i al canonge Roc Chabàs.
Al nord del parc es troba l'enorme pavelló municipal de la Fira de Juliol inaugurat el 1926 i dissenyat per Carlos Cortina. Aquest pavelló de fusta i en estil revivalista té una superfície de 14 per 33 metres amb una alçada de 23 metres. En un principi s'havia de traslladar cada any a l'Albereda però ara s'utilitza com a instal·lació permanent per a concerts, com els de les Falles. A aquesta esplanada s'hi ha reconstruït dues típiques barraques valencianes, rodejades d'horta.
Aquests jardins contenen una de les entrades al Museu de Belles Arts, a través de l'esplanada anomenada del roserar, i que dona al Pati de l'Ambaixador Vich. A l'entrada hi havia una font de marbre rosa i gris procedent del monestir de la Valldigna, que ha sigut restaurada i tornada al seu emplaçament original de la Valldigna, i substituïda per una altra dedicada a "l'aigua". Antigament hi era també el Zoo de València, que ara resta tancat i ha sigut relocalitzat a prop de Mislata.
Al voltant dels jardins hi ha una reixa de ferro forjat de gran alçada. L'inici d'aquesta és en el traslladat d'una part del vall dels Jardins de la Glorieta el 1926, i que datava ja del 1860. Pel que fa a la flora dels vivers, hi ha col·leccions de begònies, cactus, clavells i altres flors; quentias, ficus, araucàries, pinsaps, xiprers, falagueres, agreuges, figueres de pala, azalees, rododèndrons, cocos, dracenas, extralixis, colocàsies, paudanes, palmeres, mauritàniques, plàtans americans i un llarg etcètera.
En ser tan gran el parc disposa d'un tren turístic motoritzat que el recorre cada dia.